# Conotrochus
Genre
Conotrochus est un genre de coraux durs de la famille des Caryophylliidae.

## Liste d'espèces
Selon World Register of Marine Species (9 novembre 2018) :
- Conotrochus asymmetros Cairns, 1999
- Conotrochus brunneus (Moseley, 1881)
- Conotrochus funicolumna (Alcock, 1902)
- Conotrochus mcoyi Duncan, 1870 †
- Conotrochus typus Seguenza, 1864 †

## Publication originale
- Seguenza, 1864 : Disquisizioni paleontologiche intorno ai corallarii fossili delle rocce Terziarie del distretto di Messina. Memorie della Reale Accademia delle Scienze di Torino, sér. 2, vol. 21, pp. 399-458 (texte intégral) (it).